# Vilabella
Vilabella è un comune spagnolo di 789 abitanti situato nella comunità autonoma della Catalogna.